# آتلانتا فالکونز

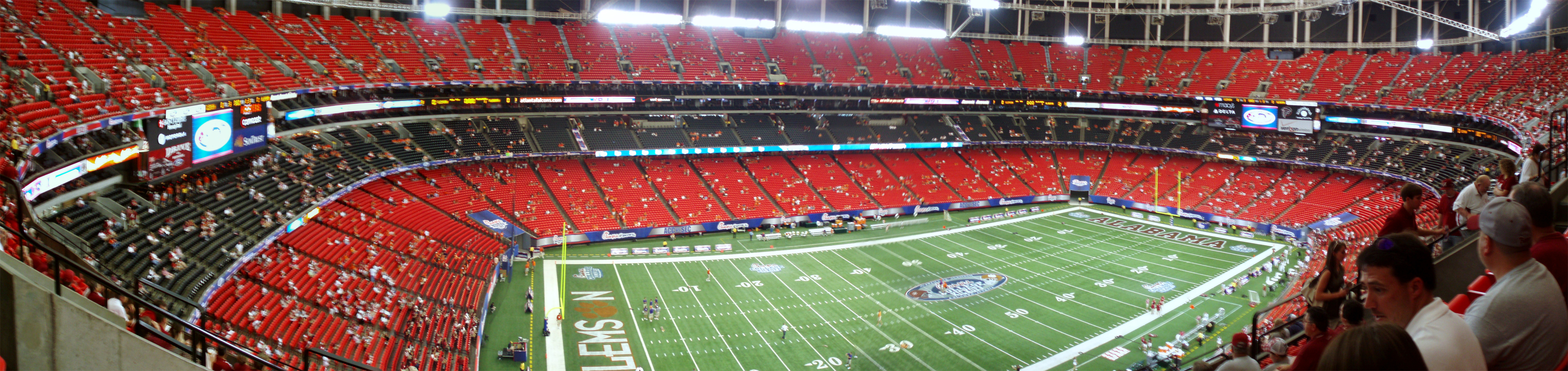

تیم فوتبال آمریکایی آتلانتا فالکونز (به انگلیسی: Atlanta Falcons) از شهر آتلانتا در ایالت جورجیا می‌باشد.
این تیم عضو لیگ ملی فوتبال آمریکا است و در سال ۱۹۶۵ به لیگ ملی فوتبال پیوست.
ورزشگاه خانه این تیم ورزشگاه مرسدس-بنز نام دارد.